# Буйнакский, Уллубий Даниялович
Уллубий Даниялович Буйнакский (27 августа [8 сентября] 1890, Уллу-Буйнак, Дагестанская область, Российская империя — 16 августа 1919, около станции Темиргое, Дагестанская область, РСФСР) — революционный деятель Дагестана начала XX века.

## Биография
Родился в селе Уллу-Буйнак в семье потомственного кумыкского дворянина и кадрового военнослужащего. Отец служил подпоручиком. 
Учился на юридическом факультете Московского университета. Член РСДРП с 1916 года, по этой причине был исключён из университета.
После Февральской революции вёл партийную работу в Хамовническом районе Москвы. В ноябре 1917 года возглавил военно-революционный комитет Порт-Петровска (ныне Махачкала). С апреля 1918 года — член областного военно-революционного комитета, преобразованного в июне в областной исполком советов (председатель — Джелаледдин Коркмасов), где Буйнакский исполнял обязанности заведующего юридическим отделом. В конце июля 1918 года он был откомандирован в Москву, откуда вернулся в конце января 1919 года. За этот период советская власть в Дагестане пала под ударами вторгшегося на его территорию по планам Антанты полковника Лазаря Бичерахова. Правительство Коркмасова, собирая силы, ушло на нелегальную работу.
Нелегально прибыл в Дагестан и добрался до высоты Уллу-Тау (под Кумтор-Калой), где в подполье функционировал облисполком во главе с Коркмасовым, в подавляющем большинстве состоявший из членов Дагестанской социалистической группы. В начале февраля Коркмасов созвал Кумтор-Калинскую конференцию. Её целью являлось решение вопроса о необходимости объединения под единым началом РКП всех партий и групп, стоявших на платформе Советов. Именно в этих целях в Москве, откуда с соответствующими установками и прибыл Буйнакский, созывался VIII съезд РКП(б). Кумтор-Калинская Конференция образовала Дагестанский обком. В состав его руководящего президиума вошли члены самораспустившейся Дагестанской Социалистической группы. Председателем Дагобкома был избран Буйнакский. Конференция также приняла решение о преобразовании облисполкома в Военный совет во главе с Коркмасовым, в задачу которого входили организация и руководство восстанием против оккупантов.
После изгнания из Дагестана бичераховцев и боёв с османскими частями в области функционировало заседавшее в Темир-Хан-Шуре с ноября 1918 года Горское правительство, внутри которого назревал политический кризис. Под давлением военных глава Горского правительства Коцев дал согласие на арест Буйнакского и других большевиков, которые готовили политический переворот и провалили при этом конспирацию, их арестовали на заседании 13 мая. В конце мая в Дагестан вошли проанглийские отряды ВСЮР и ликвидировали Горское правительство, частью бежавшее, частью перешедшее к сотрудничеству с оккупантами. Буйнакского перевели в тюрьму Порт-Петровска. 
Избежавшие ареста представители советского правительства во главе с Коркмасовым активизировались в Темир-Хан-Шуринском и Даргинском округах и подняли в июле неудачное восстание. Арестованные же большевики, в том числе и Буйнакский 10 (23) июля были преданы военно-шариатскому суду и приворены сначала к каторжным работам, затем — к расстрелу. 18 августа 1919 года приговор был приведён в исполнение в районе станции Темиргое.
Похоронен в Темир-Хан-Шуре (ныне — Буйнакск) в братской могиле, там же похоронены М. Дахадаев, С.-С. Казбеков, С. Дударов, А. Алиев, Е. Гоголев, А. Абдулмеджидов, А. Гаджимагомедов, И. Базалаев, Павленко, С. Даибов, С. Абдурахманов.

## Память

Памятник борцам за Советскую власть в сквере Борцов революции г. Махачкала. У. Буйнакский, О. Лещинский, А.-В. Гаджимагомедов, А. Исмаилов, С. Абдулгалимов, А. Алиев

В честь него названы улицы в Махачкале, других населённых пунктах Дагестана, а также в Астрахани, Ростове-на-Дону, Ставрополе, Грозном, ст. Червленной (Чечня), с. Кизляр (Северная Осетия), п. Ачикулак (Ставропольский край).
В честь Буйнакского в 1921 город Темир-Хан-Шура, столица Дагестана, была переименована в Буйнакск. Кроме того в честь него переименованы Уллубийаул (быв. Бойнак), Уллубиевка (Новопокровка), Уллуби-Юрт (быв. Новый Джелал), Уллубий (с 1944 по 1957 г. название села Чурч-Ирзу).